# 约翰·雷德蒙
约翰·爱德华·雷德蒙（John Edward Redmond，1856年9月1日—1918年3月6日）是一位爱尔兰民族主义政治家、大律師和英国下议院议员。从1900年直至1918年去世，他是爱尔兰温和派政党爱尔兰议会党领导人。此外，他还是准军事组织爱尔兰国家志愿军（National Volunteers）领导人。
任内，他将党派团结起来，在1914年9月通过了《1914年爱尔兰政府法案》，为爱尔兰争取到有限的自治权，虽然法案因第一次世界大战爆发而搁置。1916年复活节起义后，爱尔兰舆论转向支持激进的共和主义和完全独立，导致他的党派失势。

## 生平
约翰·爱德华·雷德蒙德出生于韦克斯福德郡基兰的巴利特伦特庄园（Ballytrent House），是议员威廉·阿彻·雷德蒙德的长子。雷蒙德家族是一个有七百多年历史的天主教贵族家族。
他曾在克朗戈斯伍德学院学习神学、在都柏林三一学院学习法律，但因父亲的健康问题辍学。1876年，他前往伦敦与父亲同住，在威斯敏斯特宫担任父亲的助手，开始走入政坛。